# Royal Ordnance L7
Royal Ordnance L7 là một khẩu pháo tăng cỡ nòng 105 mm do Anh phát triển. Nó được coi là một trong những khẩu pháo thành công nhất trên thế giới. L7 là khẩu pháo cỡ nòng 105 mm được phát triển bởi Royal Ordnance Factories, được thiết kế cho xe bọc thép chiến đấu, thay cho khẩu QF 20-pounder (cỡ nòng 84 mm) trên Xe tăng Centurion. Pháo L7 được lắp đặt lên nhiều loại xe bọc thép, bao gồm cả Centurion (từ phiên bảnpp Mk. 5/2 variant), xe tăng Leopard 1, và phiên bản sửa đổi của nó là M68 cũng được sử dụng trên xe tăng M48 Patton và M60 Patton.
L7 là một loại pháo phổ biến và còn được sử dụng trên các xe thiết giáp công binh và xe trinh sát pháo binh ngay cả khi pháo L11 series 120 mm ra đời. Pháo L7, cùng với các phiên bản cải tiến của nó đã trở thành loại pháo tăng tiêu chuẩn hoặc được lắp thêm trên nhiều loại xe tăng được phát triển trong Chiến tranh Lạnh.

## Lịch sử

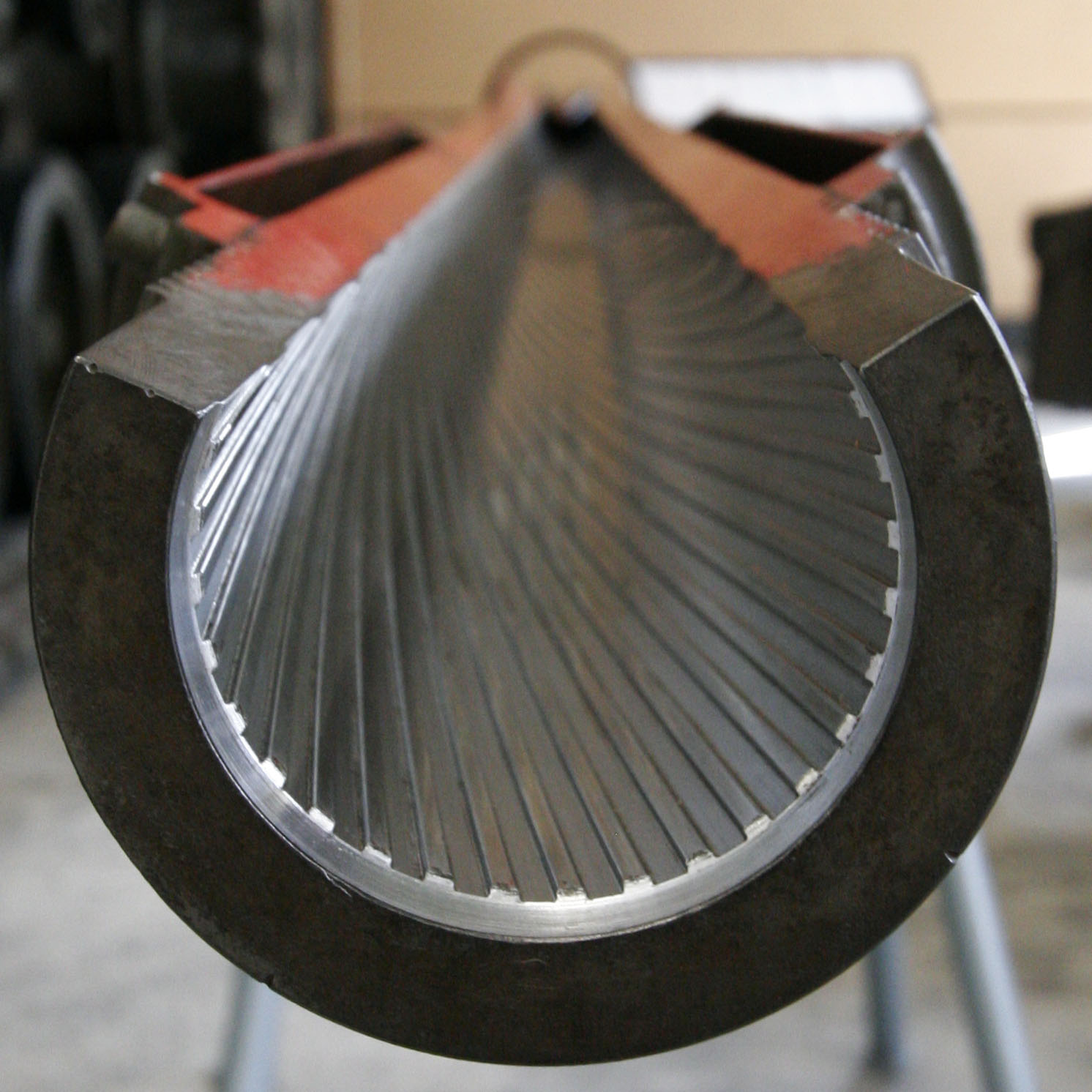
Mặt cắt trong của pháo L7 được trưng bày.

Vương quốc Anh và Mỹ đều bắt đầu phát triển các loại pháo cỡ nòng lớn trong chiến tranh thế giới 2 để cạnh tranh với các loại xe tăng hạng nặng của Đức, và sau đó là các loại xe tăng hạng nặng của Liên Xô trong Chiến tranh Lạnh. Mỹ trong khi đó đã tiến hành phát triển được một số loại xe tăng hạng nặng, nổi tiếng nhất là Siêu xe tăng hạng nặng T28 cỡ nòng 105 mm cũng như xe tăng xung kích Tortoise A39 của Anh trang bị pháo tăng QF 32-pounder cỡ nòng 94 mm.
Hoa Kỳ trong khi đó phát triển xe tăng hạng nặng M103 để đối phó với IS-3 và IS-4 của Liên Xô thay cho M47 Patton để đối phó với xe tăng hạng nặng  IS-3 và IS-4 của Liên Xô. Xe tăng M103 được trang bị một khẩu pháo cỡ 120 ly nhưng đạn có kích thước quá lớn dẫn đến phải cần tới 2 người nạp đạn, một người nạp đạn và một người nạp liều phóng rời. Đã có 300 xe tăng M103 được chế tạo phần lớn là được trang bị cho lực lượng Thủy quân lục chiến Hoa Kỳ. Vương quốc Anh cũng có những phát triển tương tự và dẫn đến sự ra đời của xe tăng hạng nặng Conqueror, được trang bị pháo L1 120 mm.

### Vuơng quốc Anh
Trong cuộc Cách mạng Hungary năm 1956, một xe tăng hạng trung T-54A của Liên Xô đã được người Hungary lái vào khuôn viên của đại sứ quán Anh tại Budapest. Sau khi kiểm tra sơ qua lớp giáp và súng 100 mm của xe tăng này, người Anh đã đưa ra kết luận pháo tăng cỡ nòng 20 pounder (84 mm) trang bị trên Xe tăng Centurion của Anh khi đó không có khả năng xuyên thủng lớp giáp trước của T-54. Điều này có nghĩa là xe tăng Anh sẽ không thể đối phó hiệu quả với các thiết kế xe tăng hạng trung của Liên Xô, chứ đừng nói đến xe tăng hạng nặng.
Sự kiện này thúc đẩy Vương quốc Anh phát triển pháo tăng Royal Ordnance L7 tốc độ cao mới cho xe tăng Centurion vào năm 1958 để đảm bảo khả năng đối phó với các thiết kế xe tăng mới nhất của Liên Xô. Trong khi đó, người Mỹ đã bắt đầu thiết kế xe tăng XM60 từ năm 1957 và bắt đầu thử nghiệm vào năm 1958. Pháo tăng L7 được thiết kế riêng để phù hợp với giá đỡ tháp pháo của xe tăng Centurion trước đó sử dụng pháo 84 mm để nâng cấp tháp pháo với chi phí sửa đổi tối thiểu, từ đó rút ngắn thời gian hiện đại hóa và giảm chi phí. Phiên bản Centurion Mark 7 trang bị pháo L7 ra đời vào năm 1958 để đánh giá việc bổ sung giáp và tăng cỡ nòng pháo. Từ năm 1959 trở đi, những chiếc Centurion mới chế tạo đã được trang bị pháo L7.

### Các nước sử dụng khác
Sau này pháo L7 đã được sử dụng trên xe tăng Leopard 1 của Đức (phiên bản L7A3). Ngoài ra, các biến thể của loại pháo này thậm chí còn được trang bị trên các xe tăng T-54 và T-55 tại Israel, Ai Cấp, Ấn Độ và Iraq, và cả xe tăng Type 79 (Phiên bản của xe tăng Type 69) tại Trung Quốc.

## Đặc điểm kỹ thuật (L7A1)
- Cỡ nòng: 105 mm (4,13 in)
- Chiều dài: 5.588 m (18.333 ft 4 in)
- Chiều dài nòng súng: 52 calibres, 5,55 m (18 ft 3 in)[4]
- Khoảng giật lùi: 290 mm (11 in)
- Trọng lượng: 1.282 kg (2.826 lb)
- Tốc độ bắn: 10 viên mỗi phút (tối đa), thông thường tốc độ đạt 6 viên/phút[5]
- Barrel life: 200 EFC (800 with additives)
- Tầm bắn hiệu quả tối đa: 1.800 m (2.000 yd) (APDS), 4.000 m (4.400 yd) (HESH)[4]
- Cỡ đạn: 105×617mmR

## Các phiên bản

### UK models

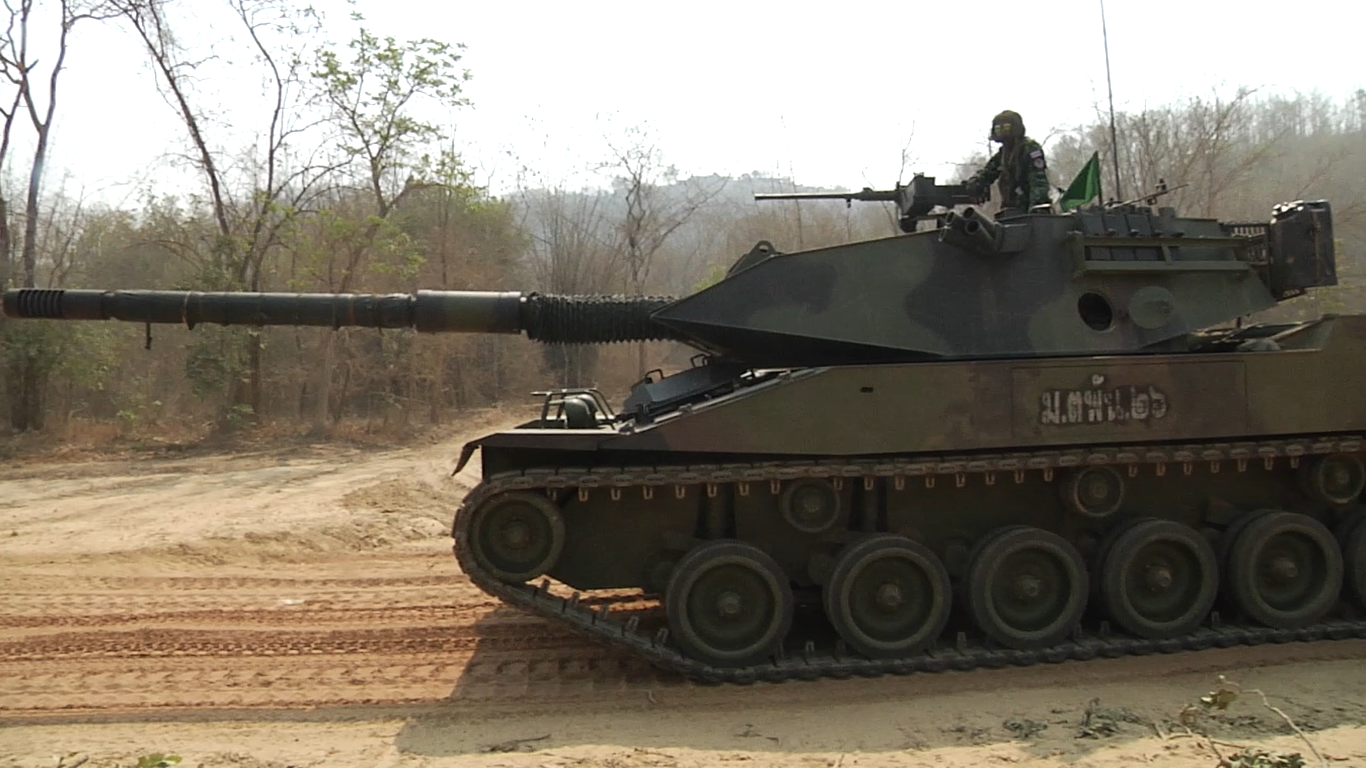
Pháo L7 trên xe tăng Stingray

- L7A1

Phiên bản nguyên mẫu.
- L7A2

L7A1 có bọc cách nhiệt.
- L7A3

Phiên bản sử dụng trên xe tăng Leopard 1.
- L7A4

L7A3 được trang bị cảm biến tham chiếu nòng súng Ernest Leitz Canada. Được trang bị trên Leopard 1A5 (BE) của Bỉ  và Leopard C1 của Canada.
- L7 LRF

Nòng có lực giật thấp (Low Recoil Force (LRF)) được trang bị trên xe tăng hạng nhẹ Stingray.
- Royal Ordnance 105mm IWS

Được phát triển bởi Royal Ordnance, viết tắc của Hệ thống vũ khí cải tiến (Improved Weapon System) với tăng áp suất nòng pháo và tăng chiều dài nòng pháo lên L/63,4.
- FM K.4 Modelo 1L

Phiên bản được Argentina sản xuất theo giấy phép bởi Fabricaciones Militares. Được sử dụng trên xe tăng hạng trung TAM medium tank. Also designated as "105 mm FRT L51 Tank Gun".

### Các phiên bản của Trung Quốc

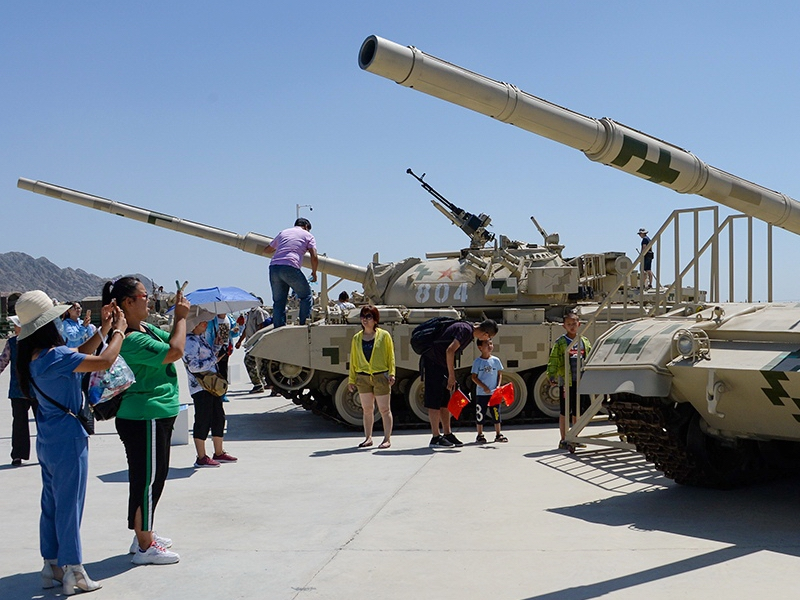
CAL 62 ZPL-94 trên xe tăng Kiểu 88A

- Type 79/81/81A/83

Phiên bản do Trung Quốc sản xuất theo license của pháo L7. Giấy phép được cấp từ Áo.
- ZPL-79

Phiên bản của Trung Quốc tương tự như L7A3 với ống bọc nhiệt nội địa có thể thay thế. Còn được gọi là Kiểu 79. Nó được trang bị trên các nguyên mẫu xe tăng Kiểu 80.
- ZPL-81/A

Type 79 đã được sửa đổi. ZPL-81A có ống bọc nhiệt được cải tiến. Lần đầu tiên được nhìn thấy trên xe tăng Type 59-II.
- ZPL-83/A

Phiên bản Type 81 cải tiến với nòng dài hơn và vật liệu chế tạo được cải tiến. Còn được gọi là Type 83. Nó được trang bị trên xe tăng Type 59D1, Type 63HG, Type 79 và xe tăng Type 88B.
- ZPL-94

Phiên bản Type 83 cải tiến với nòng dài hơn, L62 (có chiều dài gấp 62 lần đường kính). Trang bị xe tăng Type 59D và xe tăng Type 88A.
- ZPL-98

Phiên bản sửa đổi của pháo Type 83A với chóp bù giật nội địa cùng với trọng lượng pháo nhẹ hơn. Loại pháo này được triển khai trên xe tăng lưỡng cư Type 63A amphibious tank. Also known as Type 98 rifled gun.
- ZPL-98A

Pháo Type 98 nâng cấp, trang bị trên ZTD-05 và ZTL-11.

### Các nước khác
- GT-3

Phiên bản do công ty quốc phòng Denel của Nam Phi sản xuất, để chuyển đổi xe tăng Centurion với pháo 20-pounder lên xe tăng Olifant (phiên bản xe tăng Centurion của Nam Phi).
- GT-7

Phiên bản do công ty quốc phòng Denel của Nam Phi sản xuất, sử dụng trên Olifant Mk1A và Rooikat 105.
- Dòng pháo Rheinmetall Rh-105

Dòng pháo do Rheinmetall của Đức phát triển dựa trên L7 cho thị trường quốc tế. Dòng pháo này gồm Rh 105–60, Rh 105–40, Rh 105–30, Rh 105–20, và Rh 105-11. Hai số phía sau thể hiện lực giật của súng theo tấn lực. Phiên bản Rh 105-20 và -11 được trang bị chóp bù giật và được dự định trang bị trên các xe tăng hạng nhẹ và xe thiết giáp bánh lốp. Các phiên bản được trang bị trên nhiều loại xe thiết giáp như Rh 105-30 trên xe M47E2 của Tây Ban Nha, Rh 105-20 trên Ikv 91 và AMX-10 RC, và Rh 105-11 trên xe tăng MOWAG Shark.
- L74[cần giải thích chi tiết]

Phiên bản của Thụy Điển sản xuất để trang bị trên Strv 103 có nòng/đường kính L/62 tăng tầm bắn và độ chính xác của pháo.